# Alt.suicide.holiday
alt.suicide.holiday (a.s.h, ASH, пепел — в переводе с английского) — англоязычная конференция Usenet, в настоящее время доступна через Google Groups. Её первоначальная цель состояла в том, чтобы обсудить то, как праздничные дни влияют на количество самоубийств. Однако с тех пор ASH стала местом, где депрессивные и суицидальные люди могут свободно общаться друг с другом и высказывать свои мысли. Некоторые из участников не собираются убивать себя, но участвуют в общении, чтобы оказать психологическую поддержку, помочь найти выход из ситуации или выход из депрессии. Согласно FAQ конференции, её цель не состоит в том, чтобы поощрять или препятствовать самоубийству.

## Субкультура ASH
Вновь прибывших традиционно приветствуют: «Добро пожаловать в ASH, жаль, что вы теперь здесь». В процессе общения в конференции сообщество создало свою уникальную терминологию:
- «ashers» — участник ASH, который разделяет её ценности;
- «ashspace» — более широкий термин, которым называют участников других похожих конференций, таких, как alt.suicide.methods, участников суицидальных чатов, форумов и сайтов;
- «Поймать автобус» — метафора, обозначающая суицид;
- сама ASH часто именуется «автобусной остановкой», где несколько человек остановились и болтают, прежде чем решить, действительно ли войти в автобус.

Конференция ASH не модерируется, вследствие чего уровень троллинга там довольно высок. Это заставило некоторых участников покинуть ASH и уйти на другие интернет-ресурсы.
Дурная слава ASH связана с «ASH Methods File», списком возможных методов для самоубийства. В диапазоне от серьёзных (например, список ядов и их эффектов), до абсурдных (например, суицид путём развязывания III мировой войны). Раннюю версию этого файла создал и поддерживал Майкл Марсден. В 2000 году список попал в русскоязычный интернет, где скопирован на многих сайтах, часто под названием «100 методов самоубийства». Английская книга «Final Exit», издана Derek Humphry в 1991 году и с тех пор разошлась более чем миллионным тиражом. Новая книга «The Peaceful Pill Handbook», изданная Philip Nitschk в 2007 году, содержит более подробную информацию о методах самоубийства. В связи с этим список ASH потерял актуальность и участниками конференции больше не развивается.

### Сосуществование точек зрения за и против суицида
Поскольку ASH — немодерируемая конференция Usenet, технически невозможно помешать кому-либо отправить сообщение в ASH. Если бы Google запретил пользователям общаться в ASH через свой интерфейс, это было бы неэффективно, поскольку пользователь может воспользоваться услугами любого другого сайта, предоставляющего интерфейс в Usenet. Из-за этого конференция ASH не может быть классифицирована, как пропагандирующая суицид или жизнеутверждающая: посты в конференции несут широкий диапазон эмоций от строго антисуицидальных до провозглашения права на смерть.

## ASH не веб-сайт
ASH часто ошибочно называют веб-сайтом. В действительности это конференция Usenet. Это имеет существенное значение для легализации и позволяет ASH существовать, несмотря на попытки закрывать веб-сайты о суициде. В отличие от веб-сайтов, конференции Usenet не регулируются какой-либо центральной властью или индивидуумом, ответственным за специфическую конференцию.
Веб-сайты, наподобие групп Google, всего лишь обеспечивают доступ к конференциям, подобным ASH, и не участвуют в них каким бы то иным способом.

## Эффект интернет конференции, подобной ASH

### Эмоциональная поддержка и возможность говорить открыто о собственных суицидальных желаниях
Исследование 2007 года, проведённое в Израиле, свидетельствует, что суицидальные веб-сайты действительно могут быть более эффективными в обеспечении эмоциональной помощи людям, чем телефон доверия. Первичная причина — асинхронный характер обсуждения в Usenet предоставляет достаточно времени для вдумчивого ответа, обсуждения и заверения. Высокая степень анонимности — другое преимущество Usenet, подобных ASH, позволяет людям открыто говорить о своих чувствах, не опасаясь последствий.
Опубликованное в 2008 британское исследование Byron Review, анализируя эффект веб-сайтов в отношении детей, сообщает, что «исследование суицидальных сайтов имеет смешанные результаты. Некоторые участники сообщают о высокой степени эмоциональной и социальной поддержки этими сайтами… особенно на сайтах, где методы самоубийства не обсуждаются. Необходимо большое количество исследований, чтобы начать понимать воздействие таких сайтов на тех, кто спонтанно выбрал к ним доступ.»
Точка зрения, часто выражаемая на самой ASH, — существование ASH фактически предотвратило много смертельных случаев, позволяя людям, обдумывающим самоубийство, общаться с другими, кто имеет те же самые чувства, а также предоставляя им место, где они не должны скрывать свои истинные чувства.

### Информация о методах самоубийства
ASH не подвергает цензуре методы самоубийства и не запрещает такие обсуждения.
Противники видят потенциальную опасность обсуждения методов самоубийства людьми, которые иначе бы пережили кризис, людьми, которые могут совершить суицид, воспользовавшись информацией о смертельных методах или будучи ими наведёнными на мысль о суициде.
Сторонники открытого обсуждения заявляют, что информация о методах широкодоступна и легальна; информация могла бы предотвратить случаи нанесения непоправимого вреда организму, возникающие от недостатка знания о таких методах, как передозировка парацетамола. Наконец, нет никаких свидетельств того, что доступность такой информации влияет на нормы суицида. Например, в 1991 была издана «Final Exit»; это была первая книга, дающая практические рекомендации по определённым методам самоубийства. Книга в течение 18 недель пользовалась спросом, как книга номер один научной литературы Америки. В то же самое время не было никакого заметного увеличения нормы самоубийства.

## ASH и программы новостей
О конференции сообщалось в новостях, утверждающих о наличии прямой связи между самоубийствами «которые, могли бы и не произойти» и той атмосфере лёгкости с которой самоубийство обсуждается на сайтах и конференциях, подобных ASH.
В 2003 году, под предлогом исследования влияния группы на смертельные случаи самоубийств нескольких людей в состоянии депрессии, ASH стал темой ряда статей Wired. Точность и объективность статей были подвергнуты сомнению многими asher’ами и интернет-критиками. Так например, в интернет-дневнике «Ken Hagler’s Radio Weblog» появился топик «Никто не спросил, почему он хотел умереть»
ASH сыграла роль в смерти Сьюзи Гонзалес, которая убила себя в 2003, после оглашения своих мыслей в ASH. В США смерть Сьюзи Гонзалес стала поводом, чтобы внести на рассмотрение противоречивый законопроект «Акт 2007 года. Предотвращение Самоубийства Сюзанны Гонзалес». В настоящее время акт находится на ранних стадиях принятия закона. Этот закон критикуют за преимущественно ограничительный подход, подобно запрету веб-сайтов, вместо создания ресурсов онлайн-поддержки для суицидентов.

## Фильмы, посвящённые ASH
- alt.suicideholiday.net — фильм, вдохновлённый A.S.H., о суицидальных конференциях Usenet.
- ASH World Wide Suicide (2002) (TV)- документальный фильм об ASH. (доступен в уменьшенном качестве здесь)